# Bothrops jabrensis
Bothrops jabrensis — вид отруйних змій підродини ямкоглових (Crotalinae) родини гадюкових (Viperidae). Описаний у 2022 році.

## Поширення
Ендемік Бразилії. Поширений лише у лісі каатинга на схилах гори Піку-ду-Жабре у штаті Параїба на сході країни.

## Філогенія
Цей вид має зовнішню морфологію, схожу на морфологію представників групи видів Bothrops jararaca, але вирізняється за поєднанням меристичних і колірних ознак. Філогенетичний кладистичний аналіз показав, що Bothrops jabrensis виокремився від батьківського виду десь 8 млн років тому.